# Fröbel-Højskolen
Ej att förväxla med Fröbelinstitutet i Norrköping eller Frøbelseminariet i Köpenhamn

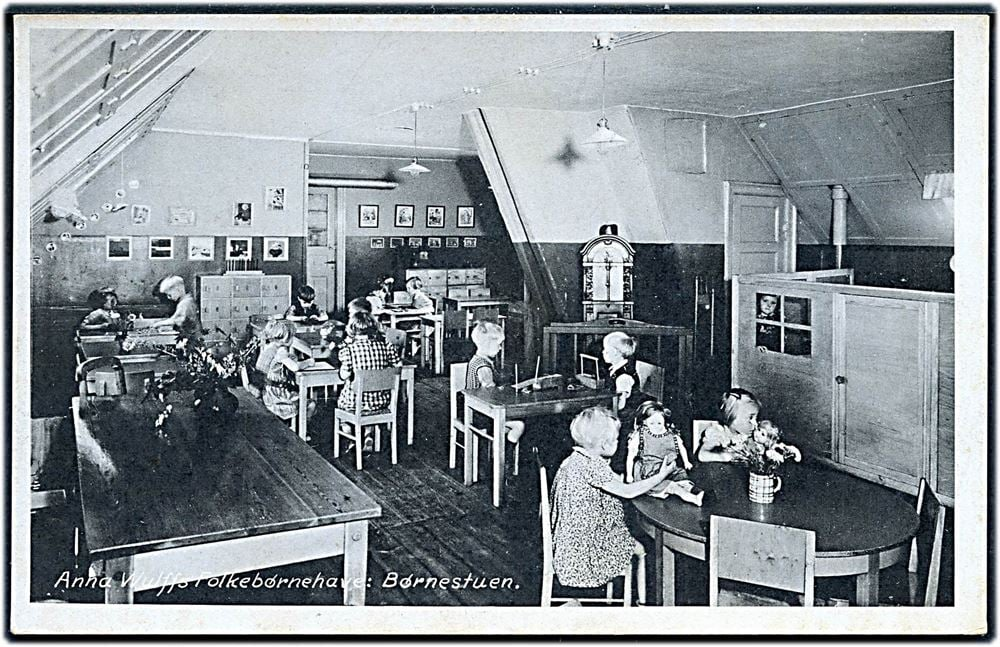
Anna Wulffs kindergarten på Prinsessegade 7 i Christianshavn i Köpenhamn

Fröbel-Højskolen, eller Roskilde Pædagogseminarium, Fröbel-Højskolen, var ett danskt förskoleseminarium i Köpenhamn, vilket 2008 inlemmades i Professionshøjskolen Absalon i Roskilde. 
Anna Wulff hade utbildat sig 1896-1897 till barnträdgårdslärare på Fröbelstiftelsen i Dresden. Hon ledde därefter en nyinrättad barnträdgård vid Schou och Trolles skola i Hellerup. På skolan inrättades också en  ettårig lärarkurs. Från 1897 till 1906 utbildade Anna Wulff 15 kvinnor där. År 1906 avskiljde hon seminariet som den självständiga enheten  Frøbelkollegiet, flyttade det till hyrda lokaler på Karen Kjærs Skole i Nørrebro och anställde två lärare. Det bytte senare namn till Fröbel-Højskolen.
Anna Wulff öppnade 1915 en offentlig förskola i Christianshavn, och samtidigt flyttade också Fröbel-Højskolen dit, till Dronningensgades skola och till Christianshavns Døtreskole. Utbildningen förlängdes 1918 till två år. Antalet studenter var då drygt 20. Majoriteten av barnträdgårdslärarna i Danmark på 1930-talet utbildades vid Fröbel-Højskolen, vilket kom att forma den professionella organisationen och profilen för barnträdgårdar under dessa år. Samtidigt som utbildningen blev tvåårig 1918, fick Anna Wulff det första statliga bidraget till Fröbel-Højskolen. Fram till dess hade seminariet drivits med egna medel och elevavgifter. Hon lade vikt vid att den sociala fördelningen inte blev alltför obalanserad genom att inrätta hel- och halvfria platser. År 1920 blev Anna Wulffs syster Bertha Wulff biträdande föreståndare för seminariet, efter att ha undervisat där sedan 1906. Efter det att Anna Wulff dött 1935, tog hon över ledningen fram till 1938. 
Fröbel-Højskolen flyttades 1976 till Roskilde och inlemmades 2008 i Professionshøjskolen Absalon,